# Les Sirènes (Boulanger)
Pour les articles homonymes, voir Les Sirènes.
Les Sirènes est un chœur à trois voix de femmes, mezzo-soprano solo et piano ou orchestre de Lili Boulanger composé en 1911.

## Composition et création
Les Sirènes, à l'incipit « Nous sommes la beauté qui charme les plus forts », est un chœur à 3 voix de femmes, mezzo-soprano solo et piano composé du 8 au 15 décembre 1911 sur un poème de Charles Grandmougin. La partition est orchestrée par Lili Boulanger en décembre 1911 puis du 22 février au 26 mars 1912.
La pièce est dédiée à madame Engel-Bathori.
L'œuvre est donnée en première audition le 19 mars 1912 chez Madame Boulanger, à Paris (36 rue Ballu), par les chœurs Engel-Bathori, sous la direction de Louis Aubert, avec Lili Boulanger au piano. Les Sirènes est ensuite repris en concert le 13 février 1913 à la salle Érard, par la Société chorale d'amateurs sous la direction de Jules Griset, avec la compositrice au piano.

## Édition
La partition est publiée par Ricordi.
Le contrat d'édition a été signé par Lili Boulanger le 19 décembre 1913, la date de première publication étant le 26 avril 1919 (le copyright a été attribué le 20 mai 1919). La partition chœur et piano (Ricordi, 1918) porte le cotage R. 32 ; les parties de chœur (Ricordi, 1919) le cotage R. 579.
La partition est aussi publiée par Schirmer (New York) en 1981, avec une traduction anglaise de Jane May (The Mermaids).

## Instrumentation
L'instrumentation de la version orchestrale requiert :
| Instrumentation de Les Sirènes                                                           |
| Bois                                                                                     |
| 2 flûtes, 1 piccolo, 2 hautbois, cor anglais, 2 clarinettes, clarinette basse, 2 bassons |
| Cuivres                                                                                  |
| 4 cors, 4 trompettes, 3 trombones                                                        |
| Percussions                                                                              |
| timbales, cymbales, triangle                                                             |
| Claviers / cordes pincées                                                                |
| 2 harpes                                                                                 |
| Cordes                                                                                   |
| premiers violons, seconds violons, altos, violoncelles, contrebasses                     |

## Commentaires
La pièce est d'une durée moyenne d'exécution de cinq minutes trente environ.
Pour Roman Hinke, « la technique de l'harmonie savamment dissimulée devient un moyen stylistique essentiel définitif dans [...], en particulier[,] Les Sirènes ».
Nadia Boulanger, sœur aînée de Lili Boulanger, a également écrit un chœur pour voix de femmes sur ce poème, composé en 1905.

## Discographie
- Lili Boulanger : Clairières dans le ciel, Les Sirènes, Renouveau, Hymne au soleil, Soir sur la plaine, Pour les funérailles d'un soldat, New London Chamber Choir, Amanda Pitt (soprano), Andrew Ball (piano), James Wood (dir.), Hyperion CDA66726, 1994.
- Lili Boulanger, Hymne au Soleil : Œuvres chorales - Choral works, Orpheus Vokalensemble, Antonii Baryshevskyi (piano), Michael Alber (dir.), Carus 83.489, 2018[6].